# Lista över fornlämningar i Västerviks kommun (Ukna)
Lista över fornlämningar i Västerviks kommun (Ukna) är en förteckning av ett urval av de fornlämningar som finns i Ukna i Västerviks kommun.
| Namn                   | Lämningstyp                 | Tillkomsttid | Historisk indelning | Plats | Läge                 | ID-nr          | Bild                                 |
| ---------------------- | --------------------------- | ------------ | ------------------- | ----- | -------------------- | -------------- | ------------------------------------ |
| Ukna 1:1               | Stensättning                |              | Ukna, Småland       |       | 58.050609, 16.316432 | 10087600010001 | Ladda upp en bild av detta fornminne |
| Ukna 2:1               | Stensättning                |              | Ukna, Småland       |       | 58.064814, 16.314256 | 10087600020001 | Ladda upp en bild av detta fornminne |
| Ukna 3:1               | Stensättning                |              | Ukna, Småland       |       | 58.064450, 16.316081 | 10087600030001 | Ladda upp en bild av detta fornminne |
| Ukna 3:2               | Röse                        |              | Ukna, Småland       |       | 58.064536, 16.316322 | 10087600030002 | Ladda upp en bild av detta fornminne |
| Ukna 4:1               | Stensättning                |              | Ukna, Småland       |       | 58.057880, 16.308945 | 10087600040001 | Ladda upp en bild av detta fornminne |
| Ukna 5:1               | Stensättning                |              | Ukna, Småland       |       | 58.061615, 16.343249 | 10087600050001 | Ladda upp en bild av detta fornminne |
| Ukna 5:2               | Stensättning                |              | Ukna, Småland       |       | 58.061495, 16.343390 | 10087600050002 | Ladda upp en bild av detta fornminne |
| Ukna 6:1               | Stensättning                |              | Ukna, Småland       |       | 58.058363, 16.348789 | 10087600060001 | Ladda upp en bild av detta fornminne |
| Ukna 7:1               | Stensättning                |              | Ukna, Småland       |       | 58.066593, 16.215421 | 10087600070001 | Ladda upp en bild av detta fornminne |
| Ukna 9:1               | Stensättning                |              | Ukna, Småland       |       | 58.072194, 16.215214 | 10087600090001 | Ladda upp en bild av detta fornminne |
| Ukna 9:2               | Stensättning                |              | Ukna, Småland       |       | 58.072514, 16.214777 | 10087600090002 | Ladda upp en bild av detta fornminne |
| Ukna 9:3               | Stensättning                |              | Ukna, Småland       |       | 58.072618, 16.214835 | 10087600090003 | Ladda upp en bild av detta fornminne |
| Ukna 11:1              | Stensättning                |              | Ukna, Småland       |       | 58.071008, 16.213340 | 10087600110001 | Ladda upp en bild av detta fornminne |
| Ukna 11:2              | Stensättning                |              | Ukna, Småland       |       | 58.070938, 16.213534 | 10087600110002 | Ladda upp en bild av detta fornminne |
| Ukna 13:1              | Stensättning                |              | Ukna, Småland       |       | 58.068313, 16.184888 | 10087600130001 | Ladda upp en bild av detta fornminne |
| Ukna 14:1              | Gravfält                    |              | Ukna, Småland       |       | 58.079738, 16.202350 | 10087600140001 | Ladda upp en bild av detta fornminne |
| Ukna 15:1              | Stensättning                |              | Ukna, Småland       |       | 58.083678, 16.188473 | 10087600150001 | Ladda upp en bild av detta fornminne |
| Ukna 15:2              | Stensättning                |              | Ukna, Småland       |       | 58.083575, 16.188107 | 10087600150002 | Ladda upp en bild av detta fornminne |
| Ukna 16:1              | Stenkrets                   |              | Ukna, Småland       |       | 58.070015, 16.358260 | 10087600160001 | Ladda upp en bild av detta fornminne |
| Ukna 16:3              | Hög                         |              | Ukna, Småland       |       | 58.070093, 16.357901 | 10087600160003 | Ladda upp en bild av detta fornminne |
| Ukna 17:1              | Stensättning                |              | Ukna, Småland       |       | 58.068335, 16.338125 | 10087600170001 | Ladda upp en bild av detta fornminne |
| Ukna 18:1              | Röse                        |              | Ukna, Småland       |       | 58.068180, 16.336379 | 10087600180001 | Ladda upp en bild av detta fornminne |
| Ukna 18:2              | Stensättning                |              | Ukna, Småland       |       | 58.068374, 16.335581 | 10087600180002 | Ladda upp en bild av detta fornminne |
| Ukna 19:1              | Stensättning                |              | Ukna, Småland       |       | 58.065232, 16.358596 | 10087600190001 | Ladda upp en bild av detta fornminne |
| Ukna 19:2              | Stensättning                |              | Ukna, Småland       |       | 58.065367, 16.358459 | 10087600190002 | Ladda upp en bild av detta fornminne |
| Ukna 21:1              | Röse                        |              | Ukna, Småland       |       | 58.064942, 16.326576 | 10087600210001 | Ladda upp en bild av detta fornminne |
| Ukna 22:1              | Röse                        |              | Ukna, Småland       |       | 58.064929, 16.327693 | 10087600220001 | Ladda upp en bild av detta fornminne |
| Ukna 22:2              | Stensättning                |              | Ukna, Småland       |       | 58.064698, 16.327202 | 10087600220002 | Ladda upp en bild av detta fornminne |
| Ukna 23:1              | Gravfält                    |              | Ukna, Småland       |       | 58.066103, 16.328929 | 10087600230001 | Ladda upp en bild av detta fornminne |
| Ukna 24:1              | Stensättning                |              | Ukna, Småland       |       | 58.069355, 16.330962 | 10087600240001 | Ladda upp en bild av detta fornminne |
| Ukna 24:2              | Stensättning                |              | Ukna, Småland       |       | 58.069645, 16.331093 | 10087600240002 | Ladda upp en bild av detta fornminne |
| Ukna 25:1              | Stensättning                |              | Ukna, Småland       |       | 58.069234, 16.333080 | 10087600250001 | Ladda upp en bild av detta fornminne |
| Ukna 25:2              | Stensättning                |              | Ukna, Småland       |       | 58.069401, 16.332049 | 10087600250002 | Ladda upp en bild av detta fornminne |
| Ukna 25:3              | Stensättning                |              | Ukna, Småland       |       | 58.069642, 16.332034 | 10087600250003 | Ladda upp en bild av detta fornminne |
| Ukna 26:1              | Stensättning                |              | Ukna, Småland       |       | 58.069897, 16.332560 | 10087600260001 | Ladda upp en bild av detta fornminne |
| Ukna 26:2              | Stensättning                |              | Ukna, Småland       |       | 58.070147, 16.332373 | 10087600260002 | Ladda upp en bild av detta fornminne |
| Ukna 26:3              | Stensättning                |              | Ukna, Småland       |       | 58.070052, 16.331802 | 10087600260003 | Ladda upp en bild av detta fornminne |
| Ukna 27:1              | Stensättning                |              | Ukna, Småland       |       | 58.071236, 16.328595 | 10087600270001 | Ladda upp en bild av detta fornminne |
| Ukna 27:2              | Stensättning                |              | Ukna, Småland       |       | 58.071229, 16.328379 | 10087600270002 | Ladda upp en bild av detta fornminne |
| Ukna 28:1              | Stensättning                |              | Ukna, Småland       |       | 58.069461, 16.334418 | 10087600280001 | Ladda upp en bild av detta fornminne |
| Ukna 28:2              | Stensättning                |              | Ukna, Småland       |       | 58.069738, 16.335045 | 10087600280002 | Ladda upp en bild av detta fornminne |
| Ukna 29:1              | Stensättning                |              | Ukna, Småland       |       | 58.071162, 16.330649 | 10087600290001 | Ladda upp en bild av detta fornminne |
| Ukna 30:1              | Gravfält                    |              | Ukna, Småland       |       | 58.071661, 16.329700 | 10087600300001 | Ladda upp en bild av detta fornminne |
| Ukna 31:1              | Stensättning                |              | Ukna, Småland       |       | 58.074800, 16.325579 | 10087600310001 | Ladda upp en bild av detta fornminne |
| Ukna 31:2              | Stensättning                |              | Ukna, Småland       |       | 58.074650, 16.325753 | 10087600310002 | Ladda upp en bild av detta fornminne |
| Ukna 31:3              | Stensättning                |              | Ukna, Småland       |       | 58.074330, 16.326124 | 10087600310003 | Ladda upp en bild av detta fornminne |
| Ukna 32:1              | Stensättning                |              | Ukna, Småland       |       | 58.073014, 16.324212 | 10087600320001 | Ladda upp en bild av detta fornminne |
| Ukna 32:2              | Stensättning                |              | Ukna, Småland       |       | 58.073141, 16.324210 | 10087600320002 | Ladda upp en bild av detta fornminne |
| Ukna 33:1              | Stensättning                |              | Ukna, Småland       |       | 58.069774, 16.320635 | 10087600330001 | Ladda upp en bild av detta fornminne |
| Ukna 34:1              | Röse                        |              | Ukna, Småland       |       | 58.074183, 16.304439 | 10087600340001 | Ladda upp en bild av detta fornminne |
| Ukna 35:1              | Kyrka/kapell                |              | Ukna, Småland       |       | 58.083191, 16.336964 | 10087600350001 | Ladda upp en bild av detta fornminne |
| Ukna 36:1              | Stensättning                |              | Ukna, Småland       |       | 58.084381, 16.332029 | 10087600360001 | Ladda upp en bild av detta fornminne |
| Ukna 37:1              | Hög                         |              | Ukna, Småland       |       | 58.087134, 16.318332 | 10087600370001 | Ladda upp en bild av detta fornminne |
| Ukna 37:2              | Hög                         |              | Ukna, Småland       |       | 58.087007, 16.318302 | 10087600370002 | Ladda upp en bild av detta fornminne |
| Ukna 37:3              | Hög                         |              | Ukna, Småland       |       | 58.087116, 16.318129 | 10087600370003 | Ladda upp en bild av detta fornminne |
| Ukna 39:1              | Stensättning                |              | Ukna, Småland       |       | 58.071105, 16.238638 | 10087600390001 | Ladda upp en bild av detta fornminne |
| Ukna 39:2              | Stensättning                |              | Ukna, Småland       |       | 58.070985, 16.239959 | 10087600390002 | Ladda upp en bild av detta fornminne |
| Ukna 40:1              | Gravfält                    |              | Ukna, Småland       |       | 58.056689, 16.298869 | 10087600400001 | Ladda upp en bild av detta fornminne |
| Ukna 41:1              | Stensättning                |              | Ukna, Småland       |       | 58.056608, 16.300298 | 10087600410001 | Ladda upp en bild av detta fornminne |
| Ukna 43:1              | Stensättning                |              | Ukna, Småland       |       | 58.078195, 16.274863 | 10087600430001 | Ladda upp en bild av detta fornminne |
| Ukna 44:1              | Stensättning                |              | Ukna, Småland       |       | 58.090694, 16.296104 | 10087600440001 | Ladda upp en bild av detta fornminne |
| Ukna 44:2              | Stensättning                |              | Ukna, Småland       |       | 58.090727, 16.296229 | 10087600440002 | Ladda upp en bild av detta fornminne |
| Ukna 44:3              | Stensättning                |              | Ukna, Småland       |       | 58.090779, 16.295915 | 10087600440003 | Ladda upp en bild av detta fornminne |
| Ukna 45:1              | Stensättning                |              | Ukna, Småland       |       | 58.128278, 16.254050 | 10087600450001 | Ladda upp en bild av detta fornminne |
| Ukna 46:1              | Röse                        |              | Ukna, Småland       |       | 58.136463, 16.246217 | 10087600460001 | Ladda upp en bild av detta fornminne |
| Ukna 47:1              | Stensättning                |              | Ukna, Småland       |       | 58.095058, 16.308919 | 10087600470001 | Ladda upp en bild av detta fornminne |
| Ukna 47:2              | Stensättning                |              | Ukna, Småland       |       | 58.094945, 16.308975 | 10087600470002 | Ladda upp en bild av detta fornminne |
| Ukna 48:1              | Hög                         |              | Ukna, Småland       |       | 58.111870, 16.281088 | 10087600480001 | Ladda upp en bild av detta fornminne |
| Ukna 48:2              | Hög                         |              | Ukna, Småland       |       | 58.111924, 16.280973 | 10087600480002 | Ladda upp en bild av detta fornminne |
| Ukna 49:1              | Gravfält                    |              | Ukna, Småland       |       | 58.113617, 16.278740 | 10087600490001 | Ladda upp en bild av detta fornminne |
| Skansen (Ukna 50:1)    | Fornborg                    |              | Ukna, Småland       |       | 58.074161, 16.371301 | 10087600500001 | Ladda upp en bild av detta fornminne |
| Ukna 52:1              | Stensättning                |              | Ukna, Småland       |       | 58.091859, 16.387821 | 10087600520001 | Ladda upp en bild av detta fornminne |
| Ukna 52:2              | Stensättning                |              | Ukna, Småland       |       | 58.091540, 16.388003 | 10087600520002 | Ladda upp en bild av detta fornminne |
| Ukna 52:3              | Stensättning                |              | Ukna, Småland       |       | 58.091331, 16.388124 | 10087600520003 | Ladda upp en bild av detta fornminne |
| Ukna 53:1              | Stensättning                |              | Ukna, Småland       |       | 58.090886, 16.389010 | 10087600530001 | Ladda upp en bild av detta fornminne |
| Ukna 53:2              | Stensättning                |              | Ukna, Småland       |       | 58.090994, 16.388944 | 10087600530002 | Ladda upp en bild av detta fornminne |
| Ukna 53:3              | Stensättning                |              | Ukna, Småland       |       | 58.090948, 16.388753 | 10087600530003 | Ladda upp en bild av detta fornminne |
| Ukna 54:1              | Stensättning                |              | Ukna, Småland       |       | 58.099636, 16.392456 | 10087600540001 | Ladda upp en bild av detta fornminne |
| Ukna 55:1              | Stensättning                |              | Ukna, Småland       |       | 58.106644, 16.365579 | 10087600550001 | Ladda upp en bild av detta fornminne |
| Ukna 56:1              | Stensättning                |              | Ukna, Småland       |       | 58.069919, 16.383262 | 10087600560001 | Ladda upp en bild av detta fornminne |
| Ukna 57:1              | Stensättning                |              | Ukna, Småland       |       | 58.069681, 16.384633 | 10087600570001 | Ladda upp en bild av detta fornminne |
| Ukna 58:1              | Stensättning                |              | Ukna, Småland       |       | 58.068134, 16.387463 | 10087600580001 | Ladda upp en bild av detta fornminne |
| Ukna 59:1              | Röse                        |              | Ukna, Småland       |       | 58.070074, 16.389938 | 10087600590001 | Ladda upp en bild av detta fornminne |
| Ukna 60:1              | Gravfält                    |              | Ukna, Småland       |       | 58.105022, 16.308726 | 10087600600001 | Ladda upp en bild av detta fornminne |
| Ukna 61:1              | Gravfält                    |              | Ukna, Småland       |       | 58.103096, 16.370622 | 10087600610001 | Ladda upp en bild av detta fornminne |
| Borgkullen (Ukna 62:1) | Fornborg                    |              | Ukna, Småland       |       | 58.113339, 16.373821 | 10087600620001 | Ladda upp en bild av detta fornminne |
| Ukna 63:1              | Stensättning                |              | Ukna, Småland       |       | 58.107082, 16.375773 | 10087600630001 | Ladda upp en bild av detta fornminne |
| Ukna 65:1              | Stenkrets                   |              | Ukna, Småland       |       | 58.115762, 16.281808 | 10087600650001 | Ladda upp en bild av detta fornminne |
| Ukna 65:2              | Stenkrets                   |              | Ukna, Småland       |       | 58.115753, 16.281674 | 10087600650002 | Ladda upp en bild av detta fornminne |
| Ukna 65:3              | Grav markerad av sten/block |              | Ukna, Småland       |       | 58.115819, 16.281636 | 10087600650003 | Ladda upp en bild av detta fornminne |
| Ukna 65:4              | Stenkrets                   |              | Ukna, Småland       |       | 58.115716, 16.281803 | 10087600650004 | Ladda upp en bild av detta fornminne |
| Ukna 67:1              | Gravfält                    |              | Ukna, Småland       |       | 58.105213, 16.380541 | 10087600670001 | Ladda upp en bild av detta fornminne |
| Ukna 70:1              | Stensättning                |              | Ukna, Småland       |       | 58.083016, 16.481030 | 10087600700001 | Ladda upp en bild av detta fornminne |
| Ukna 72:1              | Stensättning                |              | Ukna, Småland       |       | 58.084093, 16.479307 | 10087600720001 | Ladda upp en bild av detta fornminne |
| Ukna 72:2              | Stensättning                |              | Ukna, Småland       |       | 58.084153, 16.479468 | 10087600720002 | Ladda upp en bild av detta fornminne |
| Ukna 79:1              | Stensättning                |              | Ukna, Småland       |       | 58.066991, 16.211588 | 10087600790001 | Ladda upp en bild av detta fornminne |
| Ukna 99:1              | Stensättning                |              | Ukna, Småland       |       | 58.097020, 16.515839 | 10087600990001 | Ladda upp en bild av detta fornminne |
| Ukna 99:2              | Stensättning                |              | Ukna, Småland       |       | 58.096911, 16.515811 | 10087600990002 | Ladda upp en bild av detta fornminne |
| Ukna 114:1             | Röse                        |              | Ukna, Småland       |       | 58.069656, 16.312943 | 10087601140001 | Ladda upp en bild av detta fornminne |
| Ukna 115:1             | Stensättning                |              | Ukna, Småland       |       | 58.058589, 16.307914 | 10087601150001 | Ladda upp en bild av detta fornminne |
| Ukna 115:2             | Stensättning                |              | Ukna, Småland       |       | 58.058520, 16.308167 | 10087601150002 | Ladda upp en bild av detta fornminne |
| Ukna 116:1             | Stensättning                |              | Ukna, Småland       |       | 58.055578, 16.300621 | 10087601160001 | Ladda upp en bild av detta fornminne |
| Ukna 116:2             | Stensättning                |              | Ukna, Småland       |       | 58.055588, 16.300956 | 10087601160002 | Ladda upp en bild av detta fornminne |
| Ukna 135:1             | Runristning                 |              | Ukna, Småland       |       | 58.079397, 16.351119 | 10087601350001 | Ladda upp en bild av detta fornminne |
| Ukna 175:1             | Röse                        |              | Ukna, Småland       |       | 58.068557, 16.478686 | 10087601750001 | Ladda upp en bild av detta fornminne |